# Granica mauretańsko-senegalska
Granica mauretańsko-senegalska – granica międzypaństwowa dzieląca terytoria Mauretanii i Senegalu o długości 813 kilometrów.
Granica na niemal całej swej długości opiera się o rzekę Senegal. Początek granicy na wschodzie – trójstyk granic Mali, Senegalu i Mauretanii, następnie granica biegnie w kierunku północno-zachodnim, do nasady estuarium rzeki Senegal na północ od senegalskiego miasta Saint-Louis, po czym na krótkim odcinku przebiega lądem ku wybrzeżom Oceanu Atlantyckiego. 
Granica powstała w 1960 roku po proklamowaniu niepodległości przez obydwa państwa, które poprzednio były francuskimi koloniami w ramach Francuskiej Afryki Zachodniej.